# 미시마 사건

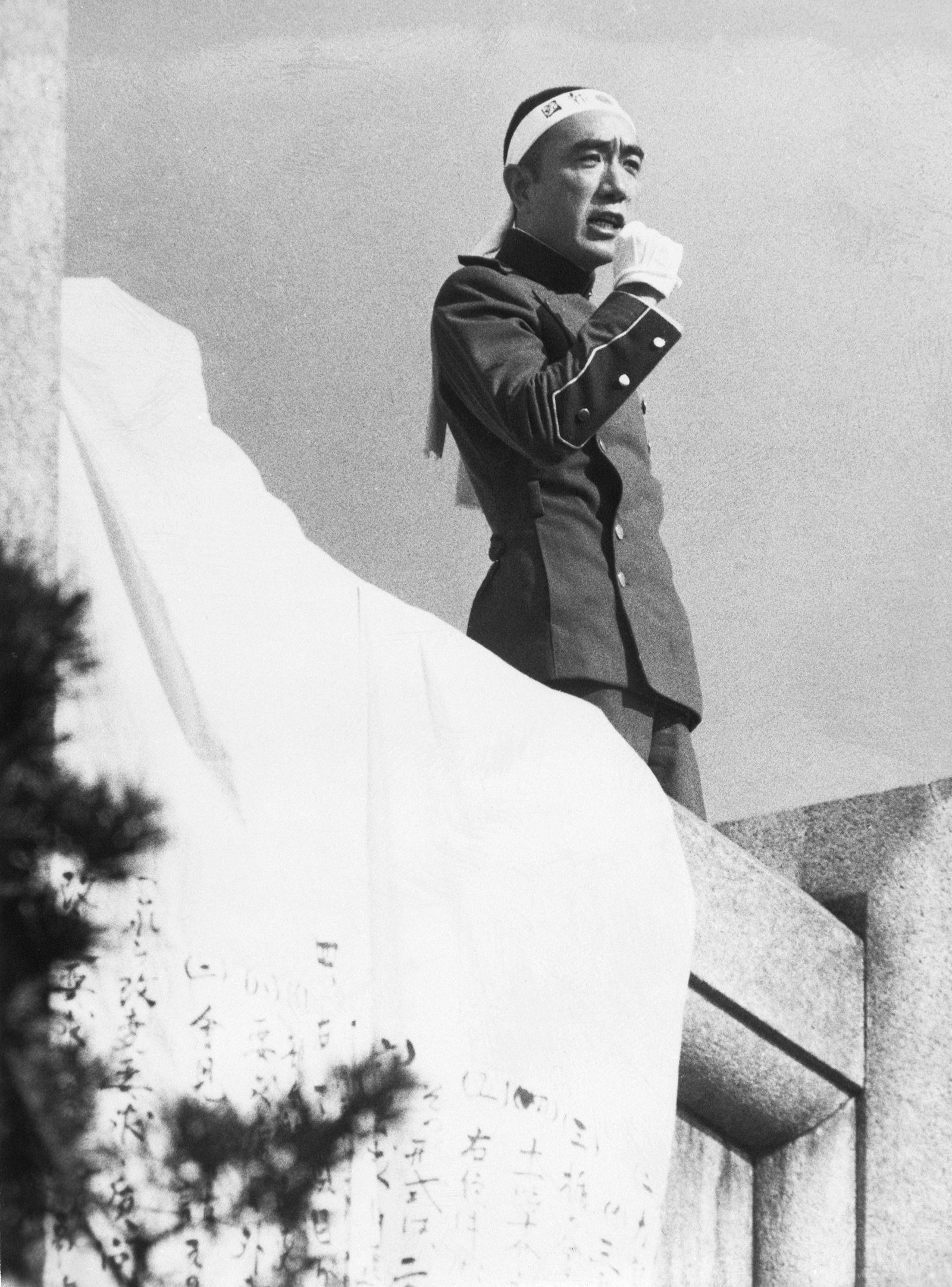
장병들을 향해 연설하는 미시마 유키오

미시마 사건(일본어: 三島事件 미시마지켄[*])은 1970년(쇼와 45년) 11월 25일 일본의 작가 미시마 유키오와 방패회가 이치가야현 육상 자위대 본부에서 자위대 총감을 인질로 잡고 헌법개정을 위한 자위대의 궐기를 선동했으나 장병들에게 야유를 받자 할복한 사건이다.
이 사건은 일본 사회에 큰 충격을 가져왔을 뿐 아니라 해외에서도 국제적인 명성을 가진 작가가 일으킨 비정상적인 행동에 한결같은 놀라움을 표시했다.

## 개요
1970년 11월 25일, 미시마 유키오는 자신의 사병 조직인 '방패회'의 조직원 네 명과 함께 총장과의 면담을 명분으로 자위대 동부방면 총감부에 방문했다. 미시마와 총장 간의 담소가 오고가던 중, 미시마는 자기가 소유한 일본도를 총장에게 보이며, 자세히 살펴볼 것을 권유했다. '이런 칼을 소지하면 법적으로 문제가 되지 않겠는가' 하는 등의 사소한 이야기가 오고 간 후 미시마가 칼을 들어 칼집에 넣는 것을 신호로 전원 행동을 개시, 총감실의 문을 잠그고 총감을 움직이지 못하게 묶어버렸다. 총감은 미시마와 일행이 장난을 치는 것으로 여겨 '이런 장난 하지 말라'고 대꾸했으나, 미시마의 진지한 표정을 보고 농간이 아님을 직감했다고 한다. 이들은 출입구를 모두 막고 바리케이트를 설치한 뒤, 상황을 눈치채고 총감실에 들어오려는 참모들에게 요구사항을 전달한다.
11시 30분부터 13시 10분까지 약 두시간 동안 대원들에게 연설을 할 수 있도록 할 것, 이 두시간 동안 어떠한 형태의 방해가 있을 경우 즉시 총감을 죽이고 자결하겠다는 것이 그의 요구사항이었다.
참모들은 미시마의 요구를 수용, 업무 중이던 자위대원들에게 본관 현관 앞에 집합할 것을 방송했다. 한 편, 사건을 보고 받은 경시청은 미시마와 일행 전원에 대한 구속을 명령,
미시마가 연단에 섰을 때는 경찰차의 사이렌과 언론사에서 보낸 기자들과 자위대원들의 소음, 헬리콥터가 내는 기계음으로 혼란스러운 상황이 되었다.
이윽고 이마에 '칠생보국(七生報國)'이라는 글자가 쓰여진 머리띠를 두른 미시마가 등장. 발코니에 선 그는 다음과 같은 취지의 연설을 한다.
諸君は武士だろう。諸君は武士だろう。武士ならば、自分を否定する憲法を、どうして守るんだ。どうして自分の否定する憲法のため、自分らを否定する憲法というものにペコペコするんだ。これがある限り、諸君てものは永久に救われんのだぞ。
제군들은 무사(武士)다. 제군들은 무사(武士)다. 무사(武士)가 자기를 부정하는 헌법을 왜 지키는가? 왜 자기를 부정하는 헌법을 위해 봉사하고 자기를 부정하는 헌법에 복종하는가? 헌법이 존재하는 한, 제군들은 영원히 구제받지 못한다.

즉, 평화헌법 하에서 자위대는 미국의 군대 밖에 되지 못하기 때문에, 자위대가 궐기 하여 자신들을 부정하는 헌법을 뒤엎고 국군으로서 다시 태어나기를 호소한 것이다.
그러나 그런 미시마에게 돌아온 것은 싸늘한 야유와 조롱 뿐이었고, 그는 이에 "이제 제군들이 헌법개정을 위해 들고 일어나지 않겠다는 것을 충분히 알겠다. 이것으로 자위대에게 품은 내 꿈은 사라졌다. 여기서 천황폐하만세를 부르겠다." 라고 소리친 뒤, 부하인 모리타와 함께 '천황폐하 만세'를 삼창한 뒤, 12시 10분 경 총감실로 돌아갔다.
총감실로 돌아온 미시마는 혼잣말로, "20분 정도 밖에 이야기 하지 못했구나. 저것은 들리지도 않았다"고 중얼거렸다. 그리고 총감에게 "총감에 대한 개인적인 원망은 없습니다. 천황께 보답하기 위해서는 어쩔 수 없었다"라고 말한 뒤 제복 단추를 풀어내리기 시작했다.
총감으로부터 약 3미터 떨어진 곳의 레드 카펫 위에서 자세를 취한 미시마는 단도를 들고 자신의 배를 갈랐다. 이윽고 부하인 모리타가 그를 따라 자결했다.
현장에서 압수한 물품에 사세구로 보이는 단책이 6매 있었다. 미시마는 다음과 같은 2구를 썼다.
益荒男が　たばさむ太刀の　鞘鳴りに　幾とせ耐へて　今日の初霜
사내가 껴들은 태도의 칼집 소리에 수년을 견디어 오늘 첫서리 이룬다
散るをいとふ　世にも人にも　先駆けて　散るこそ花と　吹く小夜嵐
꽃이 짐을 꺼려하는 세상보다 사람보다 먼저 짐이야말로 꽃으로 부는 밤폭풍이러라